# Benedikt Kraljević
Benedikt Kraljević (Balija-Bakđija kod Soluna, 15. siječnja 1765./1767. - Mletci, 1. veljače 1865., pravoslavni biskup i crkveni pisac

## Životopis
Rođen u selu kod Soluna. U Bosni bio pomoćnik bosanskog vladike Kalinika. Poduprio prvi srpski ustanak zbog čega pada u osmanlijsku nemilost. Preko Srbije i Ugarske je pobjegao u južne hrvatske krajeve. Sumnjičili su ga da je u ruskoj službi. Da bi dokazao da nije, u vrijeme francuskih osvajanja ponudio se generalu Marmontu. Agitirao je za pripajanje Bosne Ilirskim pokrajinama. 
U Napoleonovim Ilirskim pokrajinama Napoleon ga je samostalno postavio grčkoistočnog biskupa Dalmacije Benedikta Kraljevića 1810. godine. Djelovao u Šibeniku. Radio na unijaćenju nakon dolaska austrijske vlasti zbog čega su nezadovoljnici iz pojedinih srpskih krugova pokušali na nj u Šibeniku izvršiti atentat 1821. godine. Preveo na talijanski liturgiju sv. Ivana Zlatoustoga i napisao raspravu o pet razlika između latinske i grčke Crkve.